# Метцерлен-Маріаштайн
Метцерлен-Маріаштайн (нім. Metzerlen-Mariastein) — громада  в Швейцарії в кантоні Золотурн, округ Дорнек.

## Географія
Громада розташована на відстані близько 60 км на північ від Берна, 30 км на північ від Золотурна.
Метцерлен-Маріаштайн має площу 8,5 км², з яких на 7,6% дозволяється будівництво (житлове та будівництво доріг), 46,9% використовуються в сільськогосподарських цілях, 45,3% зайнято лісами, 0,1% не є продуктивними (річки, льодовики або гори).

## Демографія
2019 року в громаді мешкало 925 осіб (+2,3% порівняно з 2010 роком), іноземців було 10,5%. Густота населення становила 109 осіб/км².
За віковим діапазоном населення розподілялося таким чином: 18,3% — особи молодші 20 років, 59% — особи у віці 20—64 років, 22,7% — особи у віці 65 років та старші. Було 410 помешкань (у середньому 2,2 особи в помешканні).
Із загальної кількості 258 працюючих 59 було зайнятих в первинному секторі, 21 — в обробній промисловості, 178 — в галузі послуг.